# Carsac e Alhac
Carsac e Alhac (en francès Carsac-Aillac) és un municipi francès situat al departament de la Dordonya i a la regió de la Nova Aquitània.

## Demografia
| 1962                                       | 1968 | 1975 | 1982 | 1990  | 1999  | 2007  |
| ------------------------------------------ | ---- | ---- | ---- | ----- | ----- | ----- |
| 795                                        | 770  | 782  | 950  | 1.219 | 1.233 | 1.466 |
| Des de 1962: població sense dobles comptes |      |      |      |       |       |       |

## Administració
| Període | Identitat        | Partit        |
| ------- | ---------------- | ------------- |
| 2001-   | Patrick Bonnefon | Divers gauche |

## Agermanaments
- Artolsheim